# Athens Olympic Tennis Centre
Der Athens Olympic Tennis Centre ist ein Tenniszentrum in Marousi, einem Vorort der griechischen Hauptstadt Athen.

## Geschichte
Das Athens Olympic Tennis Centre wurde 2004 anlässlich der Olympischen Sommerspiele in Athen errichtet. Es ist Teil des Olympia-Sportkomplex Athen. Das Tenniszentrum umfasst insgesamt 16 Tennisplätze mit Hartbelag. Der Hauptplatz, Main Court genannt, besitzt eine Kapazität von 8600 Zuschauern (während der Olympischen Spiele war diese auf 6000 beschränkt). Die zwei Halbfinalplätze bieten Platz für je 4300 Zuschauer (während der Olympischen Spiele auf 3200 beschränkt). Daneben gibt es 13 Nebenplätze für je 200 Zuschauer. Das Zentrum wurde im Februar 2004 fertiggestellt und am 2. August 2004 offiziell eröffnet.